# Kirchdorf (Haute-Bavière)
Kirchdorf est une commune de Bavière (Allemagne), située dans l'arrondissement de Mühldorf am Inn, dans le district de Haute-Bavière.